# خالد مهدي (مهندس)
خالد مهدي (1 يناير 1970 -) هو أكاديمي ومهندس كيميائي كويتي، شغل منصب الأمين العام لـالأمانة العامة للمجلس الأعلى للتخطيط والتنمية في الكويت منذ عام 2016 حتى 2024. وقد خلف في هذا المنصب السيد هاشم الرفاعي (2014 - 2015) والدكتور عادل الوقيان (2007 - 2014). تتولى الأمانة العامة للمجلس الأعلى للتخطيط والتنمية قيادة خطة التنمية الوطنية لدولة الكويت (KNDP) طويلة الأمد التي هي جزء من رؤية "كويت جديدة 2035" التي أطلقها سمو أمير الكويت الراحل الشيخ صباح الأحمد الجابر الصباح، وتهدف الرؤية إلى "حشد جهود التنمية عبر سبع ركائز بهدف تحويل الكويت إلى مركز مالي وثقافي ومؤسسي رائد في المنطقة بحلول عام 2035".

## النشأة والتعليم
وُلد خالد مهدي في 1 يناير 1970. حصل على درجة البكالوريوس في الهندسة الكيميائية من جامعة تورنتو في كندا، ثم درجة الماجستير في نفس التخصص من معهد إلينوي للتقنية بالولايات المتحدة. نال مهدي درجة الدكتوراه في الهندسة الكيميائية من جامعة نورث وسترن بالولايات المتحدة، حيث تخصص في تطبيقات الميكانيكا الإحصائية على النظم الديناميكية الحرارية المعقدة، وذلك ضمن مجموعة البروفيسورة مونيكا أوليفيرا دي لا كروز البحثية.

## المسيرة المهنية
بدأ مهدي مسيرته الأكاديمية بالعمل في قسم موارد المياه في معهد الكويت للأبحاث العلمية، قبل أن ينتقل إلى جامعة الكويت ليصبح أستاذًا مشاركًا في قسم الهندسة الكيميائية، حيث درّس 30 مقررًا مختلفًا في الهندسة العامة، والهندسة الكيميائية، وعلوم الإدارة. حصل على جائزة أفضل تدريس من جامعة الكويت في عام 2009 إلى جانب تكريمات وجوائز أخرى. شارك مهدي في تأليف ونشر أكثر من 75 مقالًا علميًا، وفصولًا في كتب، وأوراق مؤتمرات، وبراءات اختراع، وكتب في مجالات متنوعة. ويتركز اهتمامه الأساسي على دراسة نمذجة النظم المعقدة وتحسين العمليات. كما أسس مهدي بالتعاون مع البروفيسور ميثم صفر من قسم هندسة الكمبيوتر بجامعة الكويت، شركة "SYNERGY". وهو عضو أقدم في المعهد الأمريكي للمهندسين الكيميائيين (AIChE) والعديد من الجمعيات المهنية الأخرى.

### المجلس الأعلى للتخطيط والتنمية
حرصت الأمانة العامة تحت إدارة مهدي على تنفيذ أهداف التنمية المستدامة (SDGs)، أو خطة عام 2030، التي اعتمدتها الأمم المتحدة في سبتمبر 2015، وقد تحقق جزء كبير من أهداف التنمية المستدامة لما بعد عام 2015.
تتمثل إحدى المهام الرئيسة لخطة التنمية الوطنية في تحقيق تكامل أقوى بين القطاعين العام والخاص في الكويت. وفي مقابلة مع مجموعة أكسفورد للأعمال ضمن تقريرها "الكويت 2017"، صرح مهدي بأن "الحكومة أعلنت بوضوح نيتها تحويل دورها في الاقتصاد من مشغل إلى منظم، ومن موزع للثروة إلى صانع للثروة، وتكليف القطاع الخاص بإدارة الاقتصاد". ويشرف مهدي على مشاركة الأمانة العامة في برامج التنمية ودعم أجندة التنمية الوطنية، بالتعاون مع مختلف القطاعات وشرائح السكان.
وعلى حد تعبير مهدي حول تنفيذ الخطة الوطنية، فإن الأمانة تسعى إلى بناء "بنية تحتية تجارية ومالية متينة، وهذا يرسخ مكانتنا كمركز مالي وتجاري"، من خلال مشاريع مثل معرض نقل المعرفة والمؤسسات الصغيرة والمتوسطة (SME)، ومنتدى اقتصاد المعرفة، ومركز الكويت للسياسات العامة (KPPC).

### العمل الحكومي والقطاع العام
شغل مهدي منصب الأمين العام للمجلس الأعلى للتخطيط والتنمية في حكومة الكويت منذ عام 2016.، بعد أن كان الأمين العام المساعد لشؤون المتابعة والتنبؤ المستقبلي، والأمين العام المساعد لشؤون التخطيط بالإنابة.
وهو عضو في العديد من مجالس الإدارة واللجان العليا الحكومية، أبرزها الهيئة العامة للصناعة (PAI)، ومعهد الكويت للأبحاث العلمية (KISR)، والهيئة العامة للمعلومات المدنية (PACI)، والمؤسسة العامة للرعاية السكنية (PAHW). وهوع عضو في المجلس الأعلى للتعليم ومجلس أمناء المركز الوطني لتطوير التعليم (NCED). ويعمل عضوًا في لجان رفيعة المستوى مثل لجنة متابعة الإصلاحات الاقتصادية والمالية، ولجنة المساعدات الخارجية الإنسانية، ولجنة إطار الميزانية المالية، ولجنة معالجة الاختلالات في التركيبة السكانية، ولجنة تطوير الجزر الكويتية، واللجنة التنفيذية لمدينة الحرير، ولجنة المخطط الهيكلي لدولة الكويت 2040، ولجنة الترويج لإصدار سندات الكويت، ولجنة المشاريع الكبرى بجامعة الكويت.
ويشارك في لجان حكومية فرعية أخرى ويقود مجموعات عمل حكومية، وقد تحدث في العديد من المؤتمرات الوطنية والدولية، مثل منتدى الكويت للإسكان والتطوير السكني وأسبوع الكويت للبنية التحتية في عام 2017.
ترأس مهدي لجنة اختيار الاستشاريين خلال الفترة 2016-2017، وهو المدير الوطني لخطة عمل البرنامج القطري لـبرنامج الأمم المتحدة الإنمائي في الكويت، ويرأس حاليًا اللجنة الوطنية لتنفيذ أجندة 2030.
يقود مهدي ويرأس اللجنة الوطنية الدائمة لأهداف التنمية المستدامة 2030 ورؤية الدولة «كويت جديدة 2035». وأسس مركز الكويت للسياسات العامة (KPPC) ووحدة "النَّج" (Nudge Unit) التابعة له؛ كما يشرف على المراكز البحثية بما في ذلك المركز الوطني لاقتصاد المعرفة، والمرصد الوطني للتنمية المستدامة، والمركز الوطني لأبحاث التنمية. قاد أيضًا مبادرة إنتاج أول نموذج للاقتصاد الكلي في الكويت بالتعاون مع «أكسفورد إيكونوميكس». وقد استضاف إطلاق تقرير "IPIECA" بعنوان "ربط صناعة النفط والغاز بأهداف التنمية المستدامة: أطلس"، وتقرير "توقعات الطاقة العالمية 2018" الصادر عن وكالة الطاقة الدولية. كما طور مهدي شراكات استراتيجية مع منظمات محلية وإقليمية ودولية لدعم تبادل المعرفة والتنمية.

## الجوائز والتكريم
في أكتوبر 2018 حصل الدكتور خالد مهدي على جائزة «قائد الشعب أولًا» للموارد البشرية في دول مجلس التعاون الخليجي، وذلك تقديرًا لخدماته الحكومية خلال القمة السنوية السادسة للموارد البشرية الحكومية التي عُقدت في أبو ظبي بالإمارات العربية المتحدة.